# 大阪新幹線運転所
大阪新幹線運転所（おおさかしんかんせんうんてんしょ）は、大阪府大阪市淀川区にある西日本旅客鉄道（JR西日本）山陽新幹線統括本部の運転士が所属する組織である。

## 乗務範囲
- 山陽新幹線：新大阪駅 - 博多駅間
- 博多南線：博多駅 - 博多南駅間

## 歴史
- 1987年（昭和62年）3月1日：国鉄分割民営化を控え、大阪第二運転所から山陽新幹線担当を分離し、大阪新幹線運転所として発足する。
- 1987年（昭和62年）4月1日：国鉄分割民営化に伴い、西日本旅客鉄道（JR西日本）新幹線運行本部の管轄となる。
- 1988年（昭和63年）4月1日：組織改正に伴い、新幹線運行本部管轄から本社鉄道本部直轄となる。
- 19xx年（平成xx年）x月x日：組織改正に伴い、本社鉄道本部直轄から大阪支社の管轄となる。
- 2007年（平成19年）7月1日：組織改正に伴い、大阪支社から新幹線管理本部の管轄となる。
- 2018年（平成30年）6月1日：組織改正に伴い、新幹線管理本部から新幹線鉄道事業本部（本社鉄道本部直属）の管轄となる[1]。
- 2022年（令和4年）10月1日 - 新幹線鉄道事業本部が改組され、地方機関の山陽新幹線統括本部が発足し、同本部の管轄となる。